# Alfred Marie Augustine Saint-Yves
Alfred Marie Augustine Saint-Yves (1855 - 1933 ) fue un militar, botánico y agrostólogo francés

## Honores

### Eponimia
Género
- (Poaceae) Yvesia A.Camus 1927[1]

- La abreviatura «St.-Yves» se emplea para indicar a Alfred Marie Augustine Saint-Yves como autoridad en la descripción y clasificación científica de los vegetales.[2]